# Villenave-près-Béarn
Villenave-près-Béarn è un comune francese di 64 abitanti situato nel dipartimento degli Alti Pirenei nella regione dell'Occitania.

## Società

### Evoluzione demografica
Abitanti censiti